# Markies (titel)
Markies (of ook wel: markgraaf) (Latijn marchio) is een  adellijke titel. In rangorde van de Belgische en Nederlandse adel, alsook van de  Peerage van Engeland, staat de markiezentitel boven die van graaf en onder die van hertog. Het was in de middeleeuwen, onder het feodalisme, ook de aanduiding van een militaire en bestuurlijke functie over een bepaald grondgebied in opdracht van de grootgrondbezitter. Het woord stamt af van het oud-franse marchis dat 'heerser van een grensgebied' betekent, en weer is afgeleid van het Franse woord marche, wat 'grens' betekent.
In het Romeinse Rijk werden de vreedzame binnengebieden bestuurd vanuit de senaat en de gebieden waar conflicten (te verwachten) waren, door de keizer zelf. Hieruit ontstonden de functies hertog  en graaf, een hertog bestuurde een binnengebied, een graaf het grensgebied.

## Geschiedenis
Een markgraaf was in het bijzonder belast met toezicht en beheer van een uit meerdere graafschappen bestaande mark, oftewel grote grondgebieden langs de grenzen van een rijk. In de 8e eeuw, toen Karel de Grote koning was, vindt men het ambt voor het eerst vermeld. Door hun belangrijke verdedigende militaire opdracht en het veelal grotere grondgebied hadden markgraven een hogere sociale positie dan een graaf en werden binnen de adel als hoger in rang beschouwd.
Vanaf de 11e eeuw kon de functie ook steeds vaker vererfd worden, in de regel op basis van afspraken in de leenovereekomst, in de praktijk ook, omdat iemand het taken- en rechtenpakket feitelijk overnam van de overledene.
In de Nederlanden werden markgraafschappen opgericht ter bewaking van de westgrens van het Oost-Frankische rijk:
- het markgraafschap Antwerpen werd geannexeerd door het hertogdom Brabant
- het markgraafschap Ename werd geannexeerd door het graafschap Vlaanderen
- het markgraafschap Valencijn werd geannexeerd door het graafschap Henegouwen.

Ter bewaking van de oostgrenzen van het rijk werden onder andere het markgraafschap Oostenrijk en het markgraafschap Brandenburg opgericht.

### Nieuwe tijd
In de nieuwe tijd werd markizaat de benaming van een heerlijkheid van hoge rang.
In de zestiende eeuw is de heerlijkheid Bergen op Zoom zo verheven tot markizaat, als beloning aan het geslacht Glymes voor hun diensten aan de landsheer. In 1555 werden de Walcherse bezittingen van de heer van Veere verheven tot het Markizaat Veere, als beloning aan Maximiliaan II van Bourgondië voor zijn diensten aan de landsheer en om het gebied tot een geheel te smeden. De oude betekenis van graaf met een grensleger(tje) was verdwenen, nu werden markizaten uitgeroepen als gunst of als politieke daad. Ook vrouwen konden voortaan de titel van markiezin krijgen, wat bijvoorbeeld regelmatig in Frankrijk gebeurde aan het hof van Versailles.

### Nieuwste Tijd
Napoleon Bonaparte richtte zijn eigen adel op: de empireadel. De titel van markies/markgraaf was hier niet bij (net zomin als burggraaf), omdat Napoleon deze titel inhoudsloos vond.

## Markiezen in België en Nederland
In België zijn er nog acht families die de titel 'markies' dragen, namelijk:
- de Beauffort
- Imperiali
- Van der Noot (als Markies van Assche)
- du Parc
- de Radiguès
- Ruffo de Bonneval de la Fare
- de Trazegnies
- d'Yve

Sinds de afscheiding van België in 1830 komt er slechts één markies voor onder de adellijke families in Nederland: de Earl of Clancarty uit het Engelse geslacht Le Poer Trench, die de Nederlandse adellijke titel 'Markies van Heusden' voert.
De koning van Nederland is markies van Veere en Vlissingen.

## Rangkroon in België en Nederland

Een markiezenkroon

Volgens een decreet uit 1817 van koning Willem I der Nederlanden mogen markiezen een markiezenkroon voeren boven hun  wapenschild, bestaande uit een gouden ring bezet met edelstenen en op de ring vijf bladeren oftewel fleurons. In Nederland en België is het wapen van een markies derhalve herkenbaar aan een dergelijke kroon.

## Markiezen met de Baldakijn
Adelsrechtelijk gezien is de paus een gekozen koning. Zijn broers en zusters zijn volgens de nog steeds geldende regels van de bul Urbem Romam prinsen. Zij en hun nakomelingen dragen een baldakijn met de sleutels van de heilige Petrus als pronkstukken in hun wapen. In een aantal gevallen dragen niet prinsen maar markiezen de baldakijn als pronkstuk in hun wapen. Ze zijn Nobille di baldacchino en meer in het bijzonder Marchese di Baldacchino. De families Patrizi, Serlupi, Sacchetti en Theodoli zijn markiezen met de baldakijn.
Een markies met de baldakijn wordt met de titel "Don" aangesproken.

## Etymologie
Het woord mark komt van het Oud-Duitse woord marka, gelatiniseerd tot marca. Het betekent teken, of hier specifiek grenspaal.